# Шмиголь, Пётр Лукич
Пётр Лукич Шмиголь (23 декабря 1918 — 16 апреля 1998) — заместитель командира эскадрильи 92-го гвардейского штурмового авиационного полка (4-я гвардейская штурмовая авиационная дивизия, 2-я воздушная армия, 1-й Украинский фронт), гвардии старший лейтенант. Герой Советского Союза.

## Биография

Могила Шмиголя на Троекуровском кладбище Москвы

Родился 23 декабря 1918 года в селе Киевка ныне Апанасенковского района Ставропольского края.
В 1938 году был призван в Красную Армию. В 1942 году окончил Чкаловское военно-авиационное училище и в звании сержанта направлен в действующую армию. На фронте в Великую Отечественную войну с июля 1942 года.
К сентябрю 1944 года совершил 113 боевых вылетов на штурмовку войск противника.
Указом Президиума Верховного Совета СССР от 26 октября 1944 года за образцовое выполнение заданий командования и проявленные мужество и героизм гвардии старшему лейтенанту Шмиголю Петру Лукичу присвоено звание Героя Советского Союза с вручением ордена Ленина и медали «Золотая Звезда».
В составе своего полка участвовал в боях за освобождение Украины и Польши. Всего к маю 1945 года совершил 203 боевых вылета, в том числе более 100 — в ночное время.
Жил в городе-герое Москве. Скончался 16 апреля 1998 года.